# Guerra hispano-sudamericana
La guerra hispano-sudamericana, conocida en España como la guerra del Pacífico y en Chile y Perú como la guerra contra España, fue un conflicto bélico naval que enfrentó a España a una alianza formada por Chile, Perú, Ecuador y Bolivia entre 1865 y 1866. Los últimos dos países, a falta de medios, no participaron militarmente, pero dieron apoyo político a los primeros y le negaron el abastecimiento a la flota española.
El conflicto se generó y agudizó en un periodo de continuas intervenciones de las potencias europeas en territorios de las nuevas repúblicas americanas, problemas diplomáticos pendientes, deudas impagadas y conceptos de honor inadecuados para la libertad de prensa y la destructividad de las armas alcanzados a mediados del siglo xix. En esas circunstancias, la presencia de una flotilla militar española en la costa del Pacífico y la desconfianza de los gobiernos sudamericanos desembocaron en un conflicto militar. Julio F. Guillén afirma que La campaña del Pacífico (1863-66), por los continuos errores de uno y otro bando desembocó en una guerra estúpida, de la que un historiador nuestro afirma que fue sin objeto ni objetivos y que nadie pone en claro de qué modo empezó.
El detonador fue una reyerta entre civiles peruanos y españoles que no fue resuelta satisfactoriamente y escaló a nivel internacional. Cuando el gobierno peruano de Pezet se negó a aceptar las condiciones españolas para la solución del impasse, las islas Chincha, fuente principal de las recaudaciones fiscales, fueron ocupadas el 14 de abril de 1864 por los marinos españoles. El Perú, sin poder naval suficiente para desalojarlos, debió aceptar en el Tratado Vivanco-Pareja las condiciones exigidas por la antigua potencia imperial, lo que causó su derrocamiento y reemplazo por la dictadura de Mariano Ignacio Prado. Chile intervino en el conflicto negándose a abastecer a los buques españoles primero y declarando la guerra a España el 25 de septiembre de 1865 tras un ultimátum español, Perú lo hizo el 14 de enero de 1866: 239  y le seguirían en ese mismo año Ecuador y Bolivia.
Las operaciones militares de esta guerra se concentraron en las costas de Chile y Perú, entre finales de 1865 y mediados de 1866, siendo sus principales acciones los combates navales de Papudo y Abtao, el bombardeo de Valparaíso y el combate del Callao.
Las hostilidades terminaron a mediados de 1866, si bien no se firmaría un armisticio hasta 1871. Los tratados de paz se firmaron de forma bilateral entre cada país sudamericano y España en los años 1879 (Perú y Bolivia), 1883 (Chile) y 1885 (Ecuador).

## Antecedentes y causas de la guerra

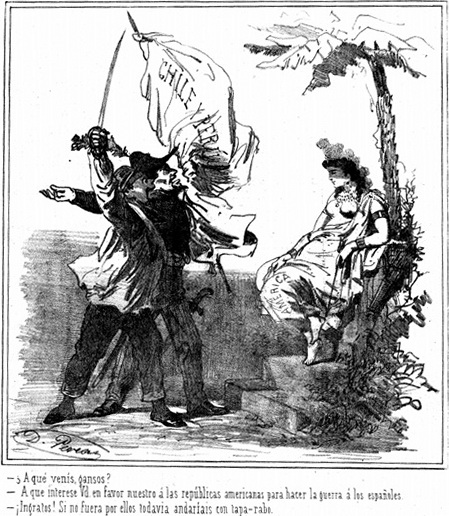
Viñeta aparecida en la revista satírica española Gil Blas del 17 de marzo de 1866 que muestra la petición de Chile y Perú de solidaridad a los Estados Unidos ante el conflicto con España, a lo que Estados Unidos responde: «¡Ingratos! Si no fuera por ellos todavía andaríais con tapa-rabo.»

El historiador y diplomático peruano Fabián Novak: 37  señala dos tipos de causas de la guerra, las llama las ocultas y las visibles.
En el primer grupo Novak destaca:
1. la intención de algunos españoles de restaurar su influencia en América,
2. el deseo de desviar las recaudaciones provenientes del guano peruano hacia España
3. obligar el pago de la deuda peruana
4. las presiones e intereses de la política interna de la Metrópoli peninsular

Entre las causas visibles señala:
1. la falta de experiencia y habilidad de los diplomáticos de los tres países involucrados
2. el exacerbado concepto del honor y dignidad, nacional y personal, que se asociaba a los títulos y nombres
3. la "forma imperiosa" con que las potencias trataban a las nuevas repúblicas americanas
4. las heridas aún abiertas que habían dejado las guerras de la independencia
5. la inexistencia de relaciones diplomáticas formales entre Perú y España

Esta rápida enumeración de causas debe ser leída con prevención, dado que, por ejemplo, "restaurar su influencia" puede significar "establecer relaciones diplomáticas" u "ocupar territorios". Este último significado es expresamente rechazado por Novak, quien advierte contra tales especulaciones y cita las razones dadas por Enrique Chirinos Soto: la flota no incluía tropas suficientes para tal efecto, como fuerza naval era considerable, pero por sí sola incapaz de retener tierras continentales y por último la ratificación de la independencia dada en las instrucciones.: 36 
Una arista que es mencionada por otros autores es la existencia de corrientes prohispanas dentro de los conservadores americanos.: 107 

### Intervenciones foráneas en América Latina
Política exterior de las potencias

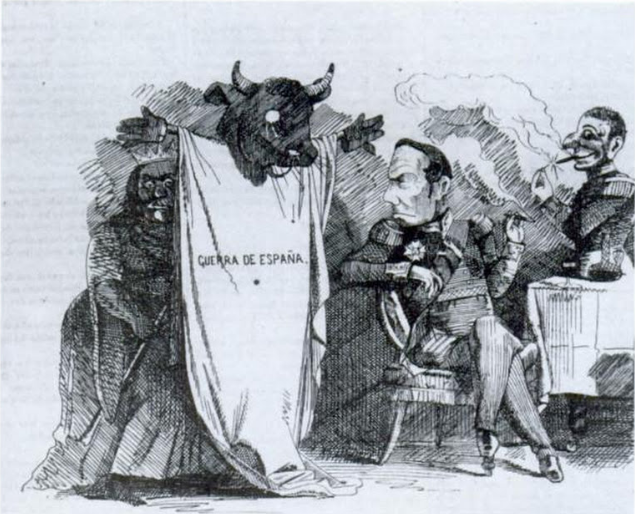
Oh, no tema mi general, si es un espantajo!. Caricatura de la época publicada por una revista "El Charivari" (por el uso del castellano, probablemente no la francesa Le Charivari). El general puede ser Pezet y la figura en la sombra, Isabel II.

Ronald Bruce St John en Foreign Policy of Perú enumera algunas intervenciones de los Estados Unidos y las potencias europeas en la región: España en México y América Central en 1829 y 1832, Francia en Veracruz en 1838, el bloqueo de Buenos Aires entre 1838 y 1840, y cinco años más tarde junto a los británicos otra vez en Buenos Aires. En 1860, España intervino en Santo Domingo. En 1833 los británicos ocuparon las Islas Malvinas. Desde "estaciones navales" que mantenían frente a los principales puertos de América del Sur, las potencias utilizaban su incontrarrestable poderío para imponer sus intereses.
Por otro lado, ya desde sus comienzos, las nuevas repúblicas habían advertido el enorme poder e influencia ejercido por los Estados Unidos de América y el Reino Unido de Gran Bretaña e Irlanda en los ámbitos cultural y económico, lo que había llevado a un fortalecimiento de los lazos entre los intelectuales de ascendencia hispana. Así, la intervención francesa en México había sido justificada en parte como un apoyo contra la dominación estadounidense con una monarquía latina y católica para contrarrestar la creciente influencia de los Estados Unidos.
A mediados del siglo XIX, tras las pérdidas causadas por las guerras napoleónicas y el desprendimiento de las provincias de ultramar americanas (con excepción de Cuba), existía en España un ánimo histórico de reocupar un relevante papel entre las naciones europeas con base en los avances del país en comercio exterior, sistema bancario, agricultura de exportación, industria textil, ferrocarriles, ejército y marina. El gobierno de la Unión Liberal, presidido por el general Leopoldo O'Donnell, que ejercía el poder con aprobación de la reina Isabel II inició las acciones llamadas "de prestigio" o de "exaltación patriótica" que tuvieron un amplio apoyo popular como la Expedición franco-española a Cochinchina desde 1857 a 1862; los intentos de formalizar la participación de España en la Guerra de Crimea; la guerra de África de 1859, en la que O'Donnell obtuvo un gran apoyo popular y un gran prestigio al consolidar las posiciones de Ceuta y Melilla y la soberanía de Ifni (si bien no pudo obtener Tánger por las presiones británicas); la anexión de Santo Domingo en 1861 y la expedición anglo-franco-española en México de 1862.
Reconocimiento de las nuevas repúblicas
El fin de las guerras de la independencia no significó un término de los temas pendientes entre España y sus territorios perdidos. El proceso de reconocimiento político de las nuevas repúblicas fue lento.: 112  De los países involucrados en la guerra hispano-sudamericana, solo tres habían sido reconocidos como independientes por España en el momento de estallar las hostilidades: Ecuador (en 1840), Chile (en 1844) y Bolivia (en 1847). Perú, país donde se originó el conflicto, no había sido reconocido como independiente por España. En 1853 se logró un acuerdo entre los gobiernos, pero no fue ratificado en Perú por razones que veremos más adelante. Este y otros acuerdos significaban hasta un cierto punto un reconocimiento tácito, aunque precario, de la república peruana.: 31, 33 
Prensa, honor y el uso del lenguaje
El acuerdo alcanzado en Madrid el 24 de septiembre de 1853 no fue ratificado porque en Perú se consideró ofensivo que en el texto la Reina de España renunciara "a sus derechos" en Perú (y también porque no garantizaba, según Perú, un arreglo justo de la deuda). Posteriormente, la denominación "comisario regio", impidió las negociaciones sobre el asunto generado de Talambo y una buena parte de las propuestas de solución giraban en torno a quién debía saludar primero a quién con cuantos cañonazos. Gran celebridad alcanzó la frase “mejor honor sin barcos que barcos sin honor”, pronunciada al comienzo del bombardeo del indefenso puerto de Valparaíso.
Una buena parte de la agudización del conflicto se debió a las desvirtuadas informaciones publicadas en la prensa local. El historiador español Pedro de Novo y Colson escribió que en la oficialidad de la escuadra y en toda la marinería despertaba una indignación tan grande lo publicado por el periódico chileno "El San Martín", que la autoridad del almirante “no bastaba a contenerlos en los límites de la disciplina”. Y agregó este comentario reflexivo: “Cuan cierto es que el hombre más insignificante y desprestigiado puede arrastrar al combate a dos naciones valiéndose como poderosísima palanca del sagrado amor patrio”.
Juan Luis Orrego recurre al historiador Jerónimo Bécker para sostener que en la opinión pública española había un profundo desconocimiento de la realidad de las cosas y de los verdaderos intereses españoles en América. La prensa madrileña, no sólo la oficial sino la de oposición como La Iberia, órgano de los progresistas, y La Discusión, de los demócratas, publicaban furiosos artículos contra las repúblicas del Pacífico Sur. Asimismo, los sucesos vinculados al conflicto distraían a los españoles de lo que ocurría en la misma Península.: 15 
| Población de los Países de Iberoamérica al comenzar la guerra hispano-sudamericana | Población de los Países de Iberoamérica al comenzar la guerra hispano-sudamericana | Población de los Países de Iberoamérica al comenzar la guerra hispano-sudamericana |
| N.º                                                                                | Países                                                                             | Habitantes en 1865                                                                 |
| ---------------------------------------------------------------------------------- | ---------------------------------------------------------------------------------- | ---------------------------------------------------------------------------------- |
| 1°                                                                                 | Estados Unidos                                                                     | 35 586 364                                                                         |
| Sin cambios                                                                        | España                                                                             | 15 919 369                                                                         |
|                                                                                    |                                                                                    |                                                                                    |
| 2°                                                                                 | Brasil                                                                             | 9 097 759                                                                          |
| 3°                                                                                 | México                                                                             | 8 954 355                                                                          |
| Sin cambios                                                                        | Portugal                                                                           | 4 159 162                                                                          |
|                                                                                    |                                                                                    |                                                                                    |
| 4°                                                                                 | Canadá                                                                             | 3 549 900                                                                          |
| 5°                                                                                 | Perú                                                                               | 2 546 366                                                                          |
| 6°                                                                                 | Colombia                                                                           | 2 544 211                                                                          |
|                                                                                    |                                                                                    |                                                                                    |
| 7°                                                                                 | Chile                                                                              | 1 831 612                                                                          |
| 8°                                                                                 | Venezuela                                                                          | 1 594 044                                                                          |
| 9°                                                                                 | Argentina                                                                          | 1 529 293                                                                          |
| 10°                                                                                | Bolivia                                                                            | 1 497 998                                                                          |
| 11°                                                                                | Cuba                                                                               | 1 371 763                                                                          |
| 12°                                                                                | Haití                                                                              | 1 103 971                                                                          |
| 13°                                                                                | Guatemala                                                                          | 1 026 867                                                                          |
|                                                                                    |                                                                                    |                                                                                    |
| 14°                                                                                | Ecuador                                                                            | 969 661                                                                            |
| 15°                                                                                | El Salvador                                                                        | 468 990                                                                            |
| 16°                                                                                | Honduras                                                                           | 396 912                                                                            |
| 17°                                                                                | Paraguay                                                                           | 376 941                                                                            |
| 18°                                                                                | Nicaragua                                                                          | 342 653                                                                            |
|                                                                                    |                                                                                    |                                                                                    |
| 19°                                                                                | Uruguay                                                                            | 278 074                                                                            |
| 20°                                                                                | República Dominicana                                                               | 214 015                                                                            |
| 21°                                                                                | Panamá                                                                             | 154 820                                                                            |
| 22°                                                                                | Costa Rica                                                                         | 130 847                                                                            |
| Fuente: Our World in Data (Año 1865)                                               |                                                                                    |                                                                                    |

Deuda peruana
En la Capitulación de Ayacucho, Perú se había comprometido al pago de las deudas contraídas por el virreinato, pero cuando el gobierno de Echenique solicitó los recursos, el Congreso del Perú lo rechazó. En España se mantuvo la exigencia y le añadió la devolución de los bienes secuestrados o embargados a sus súdbitos durante la guerra de independencia.: 113 
Estas reclamaciones venían de influyentes personajes de España y Perú, quienes apostaban que la sola mención del pago la deuda en un tratado multiplicaría sus ganancias.: 12 : Capítulo I 
Otras disputas
Había otros temas inconclusos que no fueron considerados durante las negociaciones de la guerra.
El problema del asilo para los marinos desertores y el pago de los daños causados durante las guerras añadían más discordia a las relaciones entre América y la exmetrópoli.: 115 
La nacionalidad de los hijos de españoles nacidos en América era otra fuente de discordia, pues mientras España los consideraba igualmente españoles (siguiendo la norma del ius sanguinis), las repúblicas americanas entendían que estos adquirían la nacionalidad de aquel país en el que nacían (atendiendo a la norma del ius soli).
Percepción de España en América
Las subsecuentes acciones españolas habrían sido menos sospechosas para los americanos si no hubiese existido este patrón de conducta de las potencias, más aún si se considera los graves conflictos limítrofes y de intereses que dividían a las jóvenes repúblicas.: 90  En todo caso, a comienzos de la década de 1860, España fue vista como la principal amenaza para las naciones de América del Sur.: 112 
Frente a las continuas intervenciones que eran percibidas como una amenaza a su soberanía: 68  por las repúblicas emergentes, estas, como reacción, buscaban unidad interna y apoyo externo.
La unidad interna era difícil si no imposible. Según R. Burr, Chile, por ejemplo, se había negado a mayores compromisos en 1831 porque consideraba que la anarquía impediría la acción de muchas naciones y aquellas que actuaran serían inefectivas y que además no podrían contribuir a la defensa en forma igualitaria, muchas eran militarmente débiles, otras estaban separadas por vastas distancias.: 61 
Con respecto al apoyo externo, las potencias extendían sus zonas de interés con antelación y sin consultas a los países dependientes, como en el Tratado Clayton-Bulwer o la Convención de Londres. Por esa razón, cuando los sudamericanos buscaron apoyo en los Estados Unidos contra la incursión española de 1864,: 112  no lo encontraron a pesar de la Doctrina Monroe. Frente a la hegemonía de los Estados Unidos surgió Francia como aliado, pero solo para ocupar México militarmente.
Hispanos en América
Algunos españoles residentes en las repúblicas hispanoamericanas deseaban mayor visibilidad y presencia de naves de guerra de España en América,: 115  algunos para reforzar su seguridad otros porque deseaban un futuro monárquico para el continente.
Ante tales hechos, ninguno de los gobiernos visitados creyó en el fin científico de la expedición anunciada por el gobierno de Madrid.: 37 : 90 
Gracias a las recaudaciones de la Era del Guano, Perú se encontraba en un auge económico que posteriormente sería tildado como la prosperidad falaz porque no condujo a una estabilización política ni económica.

### La expedición científica y diplomática
En 1862 se decidió en Madrid enviar una expedición a la costa oeste de América, que debía cimentar la presencia naval, política y comercial de la antigua metrópoli colonial en la región. Para mayor brillo de España se le agregó una comisión científica y ese fue el motivo (aparente) de la empresa.
Las instrucciones dadas a Luis Hernández-Pinzón Álvarez, jefe de la expedición, por el ministro de Relaciones exteriores Saturnino Calderón Collantes fueron secretas. Doce años más tarde de Novo y Colson las publicó en su libro Historia de la guerra de España en el Pacífico.: 16- 
- Respaldar los reclamos por daños a bienes españoles en varios países de la región[16]: 90
- Reconocimiento explícito de la independencia del Perú[6]: 36
- No tolerar acciones de violencia contra sus connacionales especialmente en Perú[6]: 35–36
- En caso necesario de una acción inmediata, la flota debía apoyar enérgicamente a los representantes de la corona

Esta última exigencia envolvía una potencial contradicción pues, si bien las instrucciones explícitamente pedían paz y cordura, entregaban las decisiones a los representantes diplomáticos, lo que tendría funestas consecuencias.
Paso de la expedición por Valparaíso, el Callao y California
El 10 de agosto de 1862 zarparon de Cádiz bajo el mando del almirante Pinzón las fragatas Triunfo y Resolución, esta última llevaba la insignia de Pinzón y a bordo a la Comisión Científica del Pacífico. En el Río de la Plata se les unieron la Vencedora y la Covadonga. A principios de mayo se encontraban las cuatro naves en Valparaíso, donde fueron recibidas con cordialidad por las autoridades y el pueblo. Entre junio y julio los buques partieron hacia el Perú. También en el Callao, la marinería fue recibida con afecto, mientras los oficiales visitaban al presidente interino del Perú, Pedro Diez Canseco, a los diplomáticos españoles y a los jefes de las flotas francesa y británica que allí se encontraban.
Tras dejar las costas peruanas, la escuadra se dirigió a Guayaquil y a la Ciudad de Panamá. Al darse cuenta de que la pequeña Virgen de Covadonga retrasaba el viaje, Pinzón decidió que esta recorriera en solitario las costas centroamericanas y regresara al Callao. Mientras, el resto de buques se dirigió a Acapulco y a San Francisco (California).
En Panamá, el almirante Pinzón recibió las primeras noticias sobre un incidente en la hacienda peruana de Talambo, aunque los detalles no los conoció hasta que se reunió con los oficiales de la Virgen de Covadonga en el Callao.

## Crisis
Se puede dividir la secuencia de los sucesos en tres grupos:
1. Desde el incidente de Talambo que desencadenó las tensiones acumuladas hasta la firma del Tratado Vivanco-Pareja que les dio una solución aparente.
2. La guerra civil peruana de 1865 que derrocó al gobierno peruano signatario de dicho Tratado
3. Las acciones navales que siguieron a las declaraciones de guerra de Chile y Perú a España

Cronografía de los principales eventos de la guerra. (ECP: Expedición Científica del Pacífico)

### El incidente de la hacienda de Talambo
El 4 de agosto de 1863 el colono español Marcial Miner y el hacendado Manuel Salcedo se vieron envueltos en un pleito. El hacendado, considerándose ofendido, ordenó luego al mayordomo de la hacienda apresar a Miner, quien tras el incidente se encontraba con otros colonos deliberando sobre su situación. El mayordomo, acompañado de un grupo de peones armados, solicitó que Miner se entregara. Los colonos lo impidieron, se desenfundaron las armas y en el tiroteo que se cruzó resultaron muertos un español y un peruano y varios heridos de ambos grupos. Los jueces peruanos absolvieron a Salcedo.
A ello, agrega Novak, se suma un agravio peruano al no contestar un saludo español de 21 cañonazos a la fragata Amazonas y al rechazo peruano a la designación de José Merino Ballesteros como nuevo cónsul español en Perú a causa de sus declaraciones contra el gobierno.: 38 
Tras su regreso de California, la escuadra española permanece brevemente en el Callao donde Pinzón se enteró de lo ocurrido en Talambo; los mandos de la flota protestaron por la muerte de su compatriota ante el gobierno peruano y zarparon a Valparaíso.
La información llegada a Madrid entre septiembre y octubre era confusa, hablándose al principio de «asesinatos». Incluso se llegó a publicar un folleto titulado Horrorosos detalles de los asesinatos de españoles en el Perú, recibidos por el último correo. A finales de octubre de 1863 las noticias ya eran correctas e, incluso, el propio vicecónsul español en Lima envió una carta a la prensa en la que explicaba lo sucedido.[cita requerida]
Con el fin de resolver las disputas, fue enviado Eusebio Salazar y Mazarredo a Lima con el cargo de "Comisario especial y extraordinario de la reina" y este solicitó, el 30 de marzo de 1864, una reunión con la autoridad competente del gobierno. El canciller Juan Antonio Ribeyro le indicó que sería recibido como agente confidencial, pues consideraba que el cargo de «comisario» no era «conforme con las reglas y usos diplomáticos». El título era el que habían tenido los inspectores enviados por la Corona en la época virreinal, "motivo más que suficiente para que el gobierno peruano no aceptase ni siquiera recibirlo".
Salazar respondió el 12 de abril con un memorándum que es comentado por St John en los siguientes términos (citado por F. Novak):: 41 
Salazar y Mazarredo respondió a Ribeyro con una nota en tono arrogante... que distorsionó el espíritu y el contenido de la nota anterior. La respuesta contenía también una extensiva y arbitraria revisión de las relaciones hispano-peruanas que expresaba puntos de vista parcializados y prejuiciosos sobre el rechazo de Merino y el incidente de Talambo.
Tras estos hechos el comisario partió al encuentro del almirante Pinzón.

### Toma de las Islas Chincha

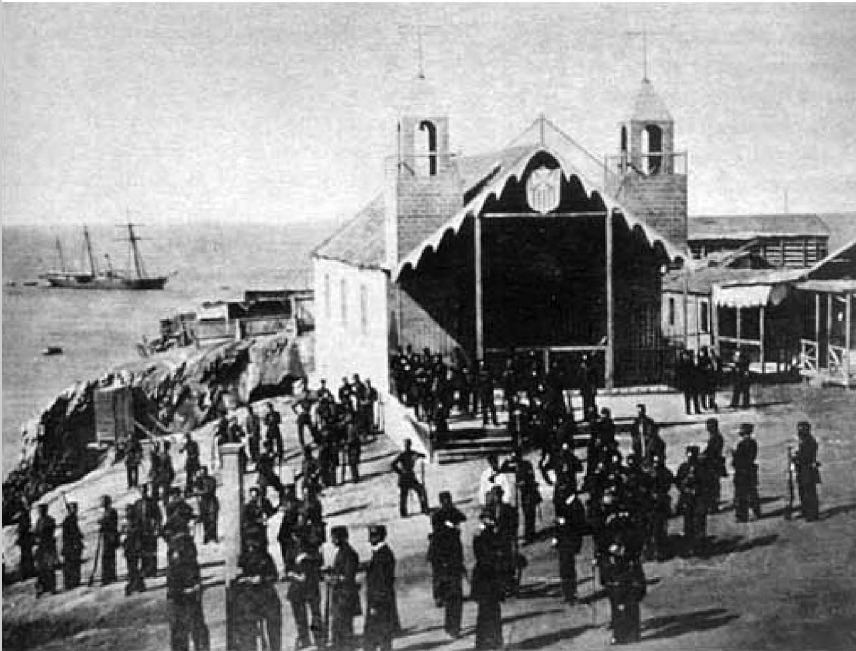
Marinería española en las islas Chinchas, en 1864.

Cuando Salazar se reunió con Pinzón le expresó que Perú no resolvería justamente el caso de los asesinatos de Talambo y que además, el país se estaba armando. Aunque las órdenes principales dadas en Madrid indicaban: «fije V.S. [Salazar] altamente su intención en que la misión que el Gobierno de S.M. le confía es de paz: que el Gobierno quiere paz y buena inteligencia», Salazar entregó a Pinzón las instrucciones secundarias en las que el deseo de paz estaba condicionado por la resolución justa del caso de Talambo y en las que se afirmaba que quedaba justificado el uso de la fuerza en el caso extremo de atentado contra la seguridad de los barcos, su personal o el honor nacional. Aunque Pinzón solicitó el resto de las órdenes, Salazar le indicó que no eran importantes. Así, el 14 de abril de 1864 la escuadra ocupó la islas Chincha. Los españoles colocaron al gobernador peruano de las islas bajo arresto a bordo de la Resolución, capturaron la barca Iquique, ocuparon las islas con 400 infantes de marina e izaron la bandera española. Según M. Barros, Salazar lisa y llanamente falsificó supuestas órdenes de la reina.: 237 
En un escrito entregado a través del representante francés, Pinzón dio como «considerandos» que España no había reconocido la independencia de Perú, que la tregua había sido solo de facto, que el bombardeo de puertos peruanos podría causar daños a sus aliados y que la islas Chincha podían ser reivindicadas por España por un derecho que, por ejemplo, Gran Bretaña ya había aceptado en otros casos.: 120  Estas islas entregaban parte importante en los ingresos del guano, que sumaban el 80 % de las recaudaciones fiscales entre 1860 y 1875.: 120 

### Agudización del conflicto

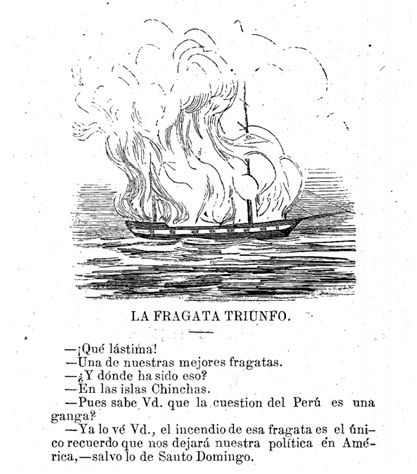
Comentario de la revista Gil Blas del 21 de febrero de 1865 sobre la pérdida de la fragata Triunfo: «[...] el incendio de esa fragata es el único recuerdo que nos dejará nuestra política en América».

Cuando la noticia llegó a España, el Gobierno desautorizó a Salazar, pero ante el hecho consumado de la toma de las islas, y ante una eventual ruptura de las hostilidades, se decidió reforzar la escuadra con el envío de las fragatas de hélice Blanca, Berenguela y Villa de Madrid.
El 6 de septiembre de 1864 zarpó la Villa de Madrid de Cádiz rumbo a Montevideo, donde se unió a la Blanca y la Berenguela, con las que atravesó el Estrecho de Magallanes y se unieron en diciembre del mismo año a la escuadra que estaba fondeada en las islas Chincha.
El 25 de noviembre de 1864, un soldado que se hallaba en la fragata Triunfo derramó una lata de aguarrás. Al intentar evitar el líquido, derribó por accidente con la cabeza la candileja de un farol. Esto provocó un incendió que se propagó rápidamente. A pesar de los esfuerzos de sus tripulantes, fue preciso abandonar el barco, perdiéndose de esa manera una unidad naval de consideración.: 59 
El gobierno peruano pidió al legislativo la autorización para levantar en Londres un empréstito por 12 millones de pesos, aumentar el contingente del ejército a 20 000 hombres, activó las reparaciones de la fragata Apurimac, se compró el Chalaco y se enviaron oficiales a EE. UU. y Europa para comprar naves de guerra.: 228–229 

### Reacción internacional
Los delegados del Congreso americano reunido en Lima exigieron en noviembre la desocupación de las islas, pero no tuvieron éxito e, incluso, el almirante Pinzón advirtió que la disputa era entre España y Perú. Luego el Congreso pidió que la Marina de Guerra del Perú desalojase a los ocupantes, sin embargo, Pezet, el presidente peruano, reconoció que sus fuerzas navales no podrían hacer frente a la escuadra española. Posteriormente, el Congreso dejó de postular soluciones al conflicto en curso y se dedicó a elaborar tratados interamericanos.
El gobierno ecuatoriano de Gabriel García Moreno inicialmente apoyó a los peninsulares por el apoyo que el gobierno peruano de José Rufino Echenique había brindado al insurgente ecuatoriano Juan José Flores en 1852. La diplomacia chilena logró revertir la situación, aunque en enero de 1865, García Moreno levantó la prohibición de suministro de carbón a la escuadra de la reina Isabel II.: 123 
A pesar de las tensiones, Bolivia se manifestó en contra de España y se dispuso a apoyar a Perú: 123 . No obstante, al menos por un tiempo, quiso mantener una posición oficial de neutralidad.
Esto se evidencia en el hecho de que, aunque un número indeterminado de ciudadanos bolivianos sirvió de forma voluntaria en la Armada peruana, el representante boliviano en Lima solicitó la desvinculación de 24 de ellos en 1865.
Esta maniobra permitió al gobierno boliviano, por un lado, evitar una participación militar directa y, por otro, no contradecir del todo la participación individual de sus ciudadanos. La ratificación de el Tratado de Paz de 1863 con Perú ese mismo año (12 de abril de 1865) contemplaba la posibilidad de que estos individuos se retiraran del servicio militar en la armada peruana "salvo los contratos a que se hubiesen obligado", lo que muestra que Bolivia reconocía sus acuerdos legales individuales
Finalmente, Bolivia declararía formalmente la guerra el 27 de marzo de 1866 (entraría formalmente a la alianza defensiva el 11 de junio). Su única acción en tierra fue la expulsión del vapor español "Paita" en el puerto de Cobija el 31 de marzo de 1866
El gobierno de Colombia, cuyo representante en el Congreso americano Justo Arosemena apoyaba al Perú, mantuvo una actitud cautelosa.[cita requerida]
Argentina y Uruguay se declararon neutrales en el conflicto, aunque en los hechos favorecieron a España. Ambos países, más Brasil, entraron en la guerra de la Triple Alianza contra Paraguay el 12 de noviembre de 1864.
En diciembre de 1865, Francia y Gran Bretaña ofrecieron sus buenos oficios, pero sus esfuerzos no prosperaron.: 76  Según St John, la razón de la falta de interés por parte de Perú era su creencia de que los EE. UU. intervendrían a favor de los aliados, incluso invitó al gobierno estadounidense a unirse contra la potencia europea. William H. Seward, secretario de estado, declaró la neutralidad de su país en febrero de 1866 y reconoció al gobierno de M. I. Prado solo en mayo de 1866.: 77 
La posición de Chile en el conflicto, como veremos más adelante, era de abierto apoyo a la causa peruana.

### Tratado Vivanco-Pareja
A principios de 1865, el Gobierno español decidió reforzar nuevamente la escuadra del Pacífico con el envío de la fragata blindada Numancia que zarpó el 4 de febrero de 1865 desde el puerto de Cádiz, al mando del capitán de navío Casto Méndez Núñez,: 20  acompañada del vapor de ruedas Marqués de la Victoria para proveerla de carbón.: 38–39  Arribó al Callao el 5 de mayo.: 72 
Intimidado por el reforzamiento de la escuadra de Pareja, el general Juan Antonio Pezet, presidente del Perú desde mediados de 1864, entró en negociaciones con los españoles. Aunque el 24 de noviembre de 1864 la Junta de Guerra peruana había determinado la imposibilidad de vencer a la escuadra española con las fuerzas de que disponían (la fragata de hélice Amazonas, el monitor Victoria, las pequeñas goletas de hélice Tumbes y Loa, reconvertida en blindado, y dos vapores auxiliares), la opinión pública se mostró crítica con el Gobierno. Los periódicos de la época escribían que el presidente parecía «un moderno Atahualpa», criticando su supuesta debilidad.
El 6 de diciembre el vicealmirante José Manuel Pareja llegó desde España para sustituir al almirante Pinzón y el 30 se realizó la primera conferencia entre Pareja y el general Manuel Ignacio de Vivanco, que culminaron con la redacción del Tratado Vivanco-Pareja. Este fue firmado el 27 de enero de 1865 a bordo de la fragata Villa de Madrid y contenía casi todas las exigencias españolas a Perú. El Congreso peruano se negó a ratificar el tratado que hubo de serlo por decreto del presidente del Perú.
Mientras tanto, los agentes del gobierno peruano que el año anterior fueron enviados a Europa habían adquirido buques y otros enseres de guerra. Para reforzar la escuadra peruana en caso de guerra se compraron las corbetas de hélice Unión y América, el monitor Huáscar y la fragata blindada Independencia.: 235–236 

## Guerra civil peruana
El tratado, firmado a espaldas del Congreso del Perú, causó conmoción en el país. El mariscal Ramón Castilla, presidente del Senado, protestó de manera airada y directa, en una áspera discusión con Pezet, que se había presentado en la Cámara para explicar la situación.
En el Callao falleció el 5 de febrero un marinero a consecuencia de ataques sufridos por españoles desembarcados en manos de los habitantes del puerto que protestaban contra el tratado.
El 28 de febrero de 1865, en Arequipa, se sublevó el coronel Mariano Ignacio Prado, quien llegó a las puertas de Lima. En 5 de noviembre de 1865 las fuerzas leales al Gobierno fueron derrotadas cerca de la capital. Pezet y su familia buscaron refugio en el buque británico Shear Water y se embarcaron poco después hacia Reino Unido. Las puertas del Palacio de Gobierno se abrieron y una multitud enfervorizada entró, principalmente para saquearlo.
Mariano Ignacio Prado entró triunfante en Lima y, aunque el vicepresidente Diez Canseco había asumido el gobierno, por presión de las asambleas populares y por decisión del Ejército, el coronel Prado pasó a ocupar de facto la presidencia el 28 de noviembre.

### Agudización del conflicto con Chile
Pese a las buenas relaciones que Chile tenía con España tras ser reconocido por esta en 1844, el Gobierno chileno consideró que las exigencias económicas de los españoles y la invasión de las islas Chincha representaban una ofensa y una agresión a la soberanía de los estados americanos y se solidarizó moralmente con Perú.
En Chile, cuya opinión pública estaba contra España, se formó un cuerpo de 152 voluntarios uniformados al mando de Patricio Lynch. Dos compañías, una de artillería de mar y otra de marineros, llegaron al Callao el 23 de julio de 1864 en el yate Dart, propiedad del influyente José Tomás de Urmeneta.: 122  El 27 de septiembre de 1864 el gobierno decretó la prohibición de venta de carbón de piedra a naves de países beligerantes, una medida que afectaba casi únicamente a las naves de Pinzón.: 219  Antes de la prohibición se le había negado en Lota la venta de carbón a la Vencedora.: 219 
Andrés Bello, conocido por su ponderación, se adhirió a las manifestaciones de solidaridad.: 122  Mario Barros cita de José Victorino Lastarria, embajador de Chile en Lima a comienzos de la crisis, las siguientes palabras: El pueblo, y yo con el, habría querido marchar inmediatamente en nuestros malos buques a las islas Chinchas, para hacerse matar en defensa del territorio peruano.: 229  Tocornal, ministro del interior y de RR.EE. de Chile dio a conocer la circular del 4 de mayo de 1864 en que llama a una solución de cordura para el conflicto. Fue duramente criticado en el congreso por blando y poco después renunció al cargo. La voz alta la llevaba Manuel Antonio Matta: La bandera y la causa de Perú son nuestra bandera y nuestra causa.: 229 
Lastarria fue enviado por el gobierno chileno a Buenos Aires, Montevideo y Río de Janeiro con la misión de asegurar su solidaridad. Su meta máxima era la firma de un tratado de defensa mutua. Pero ni siquiera consiguió obtener la autorización para operaciones de los corsarios chilenos contra los barcos mercantes españoles, tampoco el apoyo argentino para retirar de puertos europeos y norteamericanos, buques de guerra comprados por el gobierno chileno. En Uruguay incluso se le retiraron las credenciales diplomáticas.: 576 
Benjamín Vicuña Mackenna fue enviado por el gobierno a los EE. UU. para lograr el apoyo estadounidense a la causa. Obtuvo el apoyo de algunos importantes periódicos, pero no el del gobierno. Incluso fue encarcelado por violación de las leyes de neutralidad. Vicuña M. desarrolló en Nueva York ingentes esfuerzos para promover y fortalecer un levantamiento contra España en Cuba y Puerto Rico,: 430  pero los buques de la Armada de los EE. UU. se retiraron de Valparaíso antes del bombardeo español.: 69–70 
El representante español en Chile, Salvador de Tavira, presentó una nota de queja ante el gobierno chileno con 11 puntos: 308–310  entre los cuales estaban los artículos aparecidos en la prensa y que consideraba ofensivos, por el permiso para reclutar voluntarios contra España y por no haberse reprimido las manifestaciones que profirieron ofensas deshonrosas frente a la legación española, etc. Tras un año de negociaciones, el Gobierno chileno y Tavira llegaron a un acuerdo el 20 de mayo de 1865.: 104  Sin embargo, las explicaciones chilenas no fueron suficientes para el comandante de la Escuadra y tampoco lo fueron para los españoles residentes en Valparaíso, quienes elevaron una queja a la reina Isabel el 31 de mayo sobre el actuar del ministro representante, o los españoles residentes en Santiago, quienes solicitaron a vicealmirante Pareja que protestara en su nombre ante su Gobierno. Una vez llegaron todos los documentos a Madrid, el Gobierno español desautorizó a su representante en Chile y le destituyó el 24 de julio. Al tiempo, al vicealmirante Pareja le fueron concedidos poderes plenipotenciarios para llevar a cabo las negociaciones con Chile.
El gobierno chileno manejaba una política de dos vías. Por un lado hostilizaba a España o permitía su denostación, y por otro lado intentaba resolver el asunto por medios diplomáticos. Manuel Montt fue elegido presidente del II Congreso Americano. El encargado de negocios de Chile en Lima, José Nicolás Hurtado de Mendoza y Jaraquemada, propuso una solución que fue apoyada por los diplomáticos residentes en Lima, pero rechazada por Perú.: 241  Ese fallido intento de mediación chilena es el que se menciona en el Tratado Vivanco-Pareja.
Mario Barros van Buren da en su obra Historia diplomática de Chile la siguiente interpretación de los hechos para explicar cómo su país descendió a la guerra.: 223–224  Todos los autores concuerdan que existía en Chile, como en toda América Latina, una fuerte corriente americanista que Barros califica como "algarada infantil", representada por, entre otros, José Victorino Lastarria y Manuel Antonio Matta y que en los tiempos de la república autoritaria nunca había logrado hacerse oír en los manejos del estado. Sin embargo, sostiene Barros, José Joaquín Pérez Mascayano, presidente de Chile por dos periodos (1861-1871), a quien Barros atestigua "abulia celebral", delegó las decisiones de gobierno a sus ministros, tres de los cuales tenían pretensiones presidenciales, Santa María, Errázuriz y Tocornal. Para desbancar al tercero, los dos primeros, en realidad conservadores de viejo cuño, inescrupulosamente, comenzaron a alentar los discursos de los americanistas en el congreso hasta la caída de Tocornal y Santa María. Entonces, enjuicia Barros, «falló lo que Portales llamaba el resorte principal de la máquina, el elemento humano...». Al producirse la terrible prueba de la guerra de 1864 el sillón de O'Higgins se encontraba prácticamente acéfalo. Y por sobre su símbolo vacío, donde un anciano miraba pasar el tiempo, los bandos ensoberbecidos se injuriaban sin misericordia».

## Guerra

La extensión de las costas chilenas impedía concentrar la flota española. La distancia entre cada paralelo es de 111 km o 60 millas náuticas.

El 17 de septiembre de 1865 Pareja ancló frente a Valparaíso con su buque insignia Villa de Madrid y junto a la Resolución, la Berenguela, la Blanca y la Vencedora. Siguiendo las instrucciones recibidas desde España, reiteró las acusaciones de Tavira y presionó al gobierno chileno para que levantara las restricciones impuestas a su escuadra. Las protestas de Pareja se basaban en que se negaba el aprovisionamiento de carbón a los buques españoles mientras se permitía a los peruanos adquirir pólvora y víveres y reclutar marineros chilenos, se enviaban armas, provisiones y municiones para el Perú y, por último, Chile abastecía a barcos de guerra de Francia, estando este país en guerra con México, mientras a España se le negaba sin estar en guerra con nación alguna.
Las instrucciones recibidas por el comandante de la escuadra eran exigir reparaciones y saludo a la bandera y escalar sucesivamente el conflicto en caso de desacato: romper las relaciones, ultimátum, bloqueo de puertos y, finalmente, hostilización en Valparaíso o Lota. Pareja dio cuatro días de plazo al gobierno chileno.
Ante la negativa chilena, el comandante general de la escuadra del Pacífico declaró toda la costa chilena en estado de bloqueo el 24 de septiembre de 1865. Aunque, debido a los pocos buques españoles, este se redujo a Coquimbo y Caldera. En respuesta a la decisión de Pareja, Chile declaró la guerra a España el día siguiente.

### Poder naval
Luis Escobar Doxrud presenta la capacidad naval de los beligerantes de la siguiente manera:
| Chile                                                                           | Perú                                                                                   | España |
| ------------------------------------------------------------------------------- | -------------------------------------------------------------------------------------- | --- |
| - Corbeta Esmeralda - Transporte Maipú - Transporte Independencia - Vapor Maule | - Fragata Amazonas - Fragata Apurimac - Corbeta América - Corbeta Unión - Vapor Tumbes | - Fragata Thalaba, británica, que actuaba de contrabando para avituallar a la flotilla española. - Fragata blindada Numancia - Fragata Villa de Madrid - Fragata Resolución - Fragata Blanca - Fragata Berenguela - Goleta Covadonga - Cañonera Vencedora - Transporte Marqués de la Victoria - 6 Buques auxiliares |
| Total:24 cañones                                                                | Total:84 cañones                                                                       | Total:208 cañones |

La América y la Numancia llegaron al Callao el 4 de abril de 1865, la Unión, un mes más tarde. Perú vendió a Chile el Lerzundi como casco inútil, que fue remolcado hasta Abtao donde reventó su caldera. El Huáscar y la Independencia salieron de Brest, Francia, el 17 de enero de 1866: 236–238  y arribaron a las costas de Chile cuando la flota española se había dispersado. En el listado del autor no figuran los pequeños monitores Victoria y Loa que, con uno y dos cañones respectivamente, participaron en el combate del Callao.

### Bloqueo de Coquimbo, Caldera, Valparaíso y Concepción
El comandante general de la escuadra del Pacífico José Manuel Pareja declaró toda la costa chilena en estado de bloqueo el 24 de septiembre. El bloqueo se hizo en condiciones difíciles, pues con cuatro fragatas y dos goletas, solo contando con el aprovisionamiento de puertos bolivianos y con algunos recursos. Además se debían cubrir más de 1600 millas de costa. El dispositivo de bloqueo fue el siguiente: la fragata Villa de Madrid, con la insignia del almirante Pareja, las corbetas Vencedora y Covadonga, frente a Valparaíso; la fragata Berenguela, con un vapor chileno apresado, el Matías Cousiño, frente a Coquimbo; la fragata Blanca en Caldera y la fragata Resolución en la bahía de Concepción, por lo que de extremo a extremo del bloqueo había una distancia de doscientas leguas sin ningún tipo de comunicación. Los buques españoles se fueron rotando en el bloqueo de los puertos chilenos.
Simultáneamente, los españoles se apoderaron de todas las naves mercantes chilenas que pudieron haber, entre ellas el Matías Cousiño.
Ante esta acción, el Gobierno de Chile había dispuesto la preparación de los únicos buques de guerra que poseía el país para las acciones contra los españoles: la corbeta Esmeralda y el vapor armado Maipú, bajo la dirección del capitán de fragata Juan Williams Rebolledo. Estas unidades al mando de Williams habían salido de Valparaíso antes de notificarse el bloqueo y sin oposición de Pareja, que bien pudo haberlos detenido con su buque insignia.
El gobierno chileno para poder intensificar la guerra en el mar, recurrió al mismo plan que tan buenos resultados le había dado contra los españoles durante la guerra de independencia. Se dictó el 26 de septiembre un nuevo reglamento destinado a fomentar la guerra de corso. No se ha verificado si se armó algún corsario con patente de corso chileno durante conflicto, pero la medida generó una fuerte alarma a los españoles en sus propias costas.
El 24 de octubre, se llevó a cabo uno de los primeros enfrentamientos de este tipo. Dos botes españoles de la corbeta Vencedora tripulados con 25 marinos cada uno se dirigieron al interior del puerto de Valparaíso con el objeto de capturar botes de los barcos fleteros surtos en la zona. Inmediatamente un destacamento de 10 piquetes chilenos del batallón de Marina al advertir a los marinos españoles que no desembarcaran y estos al no acatar abrieron fuego logrando rechazarlos y causando 2 heridos. El 6 de noviembre en Dichato una cañonera y dos botes tripulados por 25 a 30 marinos provenientes de la fragata Resolución desembarcaron en la zona con el objeto de buscar provisiones, pero el teniente chileno de la brigada cívica Juan de Dios Varas con 25 hombres atacó a los marinos españoles cuando se reembarcaban evitando que se llevaran algunas cabezas de ganado, logrando hacerles algunas bajas y capturar a un marinero español.: 35–36 
Siguiendo con la cadena de enfrentamientos. En el sur, a la fragata Resolución se le encomendó el bloqueo de los puertos de la bahía de Concepción.: 298  Para optimizar la efectividad del bloqueo, los españoles armaron una de las lanchas del buque con una pieza de artillería y la destacaron para impedir el tráfico de barcos chilenos de Talcahuano a Penco y Tomé.
El 17 de noviembre frente a Tomé, el pequeño remolcador chileno Independencia cometió la imprudencia de acercarse demasiado a la lancha española y, ante los disparos realizados por esta, simuló rendirse.: 299  El remolcador apagó las luces y detuvo sus máquinas y dejó que la lancha se aproximara.: 300  Cuando los marinos españoles se disponían a tomar posesión de su presa, fueron sorprendidos por un centenar de militares chilenos armados que viajaban a bordo del Independencia y no tuvieron más remedio que rendirse.: 300  La lancha y sus tripulantes fueron llevados a Constitución.: 300 
Aparte de estas acciones, el bloqueo de Pareja en un comienzo afectó el comercio naval chileno además de provocar la pérdida de varios buques mercantes que eran capturados por los barcos de guerra españoles. Muchos mercantes se vieron obligados a abandonar el puerto o a cambiar bandera. Pese a esto, el gobierno chileno reaccionó declarando "puerto libre" a treinta y ocho puertos menores y mejorando las vías de comunicación terrestre. Con estas medidas el tráfico marítimo volvía a funcionar sin problemas al cabo de unas semanas, y hacía casi imposible un bloqueo efectivo.: 208 

### Captura de laVirgen de la Covadonga
El 26 de noviembre, un hecho imprevisto por el vicealmirante Pareja provocó la ruptura del bloqueo en las costas chilenas ya que la corbeta Esmeralda a la que Pareja erróneamente dejó salir de Valparaíso, después de viajar con el vapor Maipú con dirección a Perú para intentar inútilmente unirse a la escuadra peruana y volver a las costas chilenas con el objeto de hostilizar y atacar a algún buque de guerra español, logró capturar en Papudo a la goleta Covadonga al mando del capitán Luis Fery. Todo esto pese a la abismal y desproporcionada debilidad chilena en el mar se logró una exitosa acción ofensiva contra una unidad de guerra española, que resultó capturada y pasó a engrosar la pequeña escuadra chilena, como su tercer buque. Este hecho fue un gran revés para la escuadra española. Pareja había permitido la salida de la Esmeralda y había ordenado la partida de la pequeña Covadonga, de tan solo tres cañones, en solitario, a pesar de las quejas de parte de la junta de oficiales. El sentimiento de culpa lo llevaría prontamente a suicidarse.
Capturada la goleta y al notar que no tenía graves daños, Williams Rebolledo le dio el mando del buque a Manuel Thomson y se retiró del lugar del combate ya que la Villa de Madrid estaba cerca de la zona, en Valparaíso. Williams estimó que el vicealmirante Pareja apenas supiera de lo acontecido, enviaría aviso a la corbeta Vencedora al norte y la Resolución que bloqueaba Talcahuano. Por lo que planeó ahora teniendo dos buques de guerra, emboscar desde la altura de San Antonio a la Vencedora y al transporte Marqués de la Victoria que seguramente partirían al sur. Al no lograr su objetivo se dirigieron a la boca del Maule donde recibieron instrucciones del gobierno de dirigirse a Chiloé donde se estaba organizando un fondeadero naval para proteger sus buques.

### Flota peruana al sur
Mientras tanto en Perú, tras el final del gobierno de Pezet y al tomar el mando Mariano Ignacio Prado, se acordó el envío de la escuadra peruana para unirse a la chilena en Chiloé y esperar allí la llegada de los nuevos buques blindados; el Monitor blindado Huáscar y la fragata blindada Independencia.
El 3 de diciembre de 1865, con la preparación de la escuadra peruana por el enviado de Chile Domingo Santa María y el peruano José Gálvez Egúsquiza, iniciaron la travesía los buques peruanos al mando del capitán de navío Manuel Villar Olivera, nombrado jefe de las fuerzas navales peruanas, que eran las fragatas Apurímac y Amazonas, y 44 días después zarparon las corbetas Unión y América. De estos buques peruanos hay que constatar que iban marinados por tripulación de origen chileno, especialmente los dos últimos. Al mismo tiempo, el recién ascendido capitán de navío Juan Williams Rebolledo, con la corbeta Esmeralda, la goleta Covadonga y los vapores Maipú y Lautaro (ex-Lerzundi), había organizado el apostadero naval de Abtao, en el archipiélago de Calbuco, en dos ensenadas colindantes a la isla del mismo nombre, ubicada en la ribera norte del canal de Chacao. Perú, al tener lista su flota, declaró la guerra a España el 13 de diciembre, dejando sin efecto el tratado antes firmado. El gobierno peruano además de enviar sus fuerzas navales a Chiloé para unirse a las fuerzas chilenas, se dio la tarea de fortificar el puerto del Callao con los cañones enviados por Francisco Bolognesi desde Europa.
En Chiloé se había organizado el apostadero naval de Abtao en el Archipiélago de Calbuco, en un lugar de difícil acceso y donde las escuadras aliadas de Chile y Perú se quedarían para esperar la llegada de los blindados comprados en Europa. Su fuerza naval por el momento se componía de la corbeta Esmeralda, la goleta Covadonga y los vapores armados Maipú, Lautaro y Antonio Varas, mientras se esperaba la llegada de los buques peruanos para unirlas bajo el mando del capitán de navío y nombrado Jefe de la escuadra aliada, Juan Williams Rebolledo.
Mientras tanto, Williams comisionó al Maipú hacia San Antonio en busca de artillería y a la Covadonga, que zarpó el 24 de diciembre hacia el Estrecho de Magallanes para interceptar al vapor español San Quintín que se creía que entraría a las costas para apoyar a la escuadra española. La Covadonga regresaría sin haberlo hallado el 3 de febrero del siguiente año tras un rígido viaje por el clima.

### Méndez Núñez llega desde España con laNumancia
El vicealmirante Pareja, que se había suicidado por la captura de la Covadonga y por la mala situación de su comando, fue sustituido en el mando por el brigadier Casto Méndez Núñez, quien con la fragata blindada Numancia apareció en las costas chilenas. Méndez Núñez ante la difícil situación de la escuadra decidió levantar el bloqueo de la mayoría de los puertos, limitándose a bloquear Valparaíso y Caldera donde se habían concentrado las presas mercantes capturadas a Chile.
En este último puerto el 27 de diciembre ocurrió otra acción de combate entre los buques de guerra y lanchas cañoneras españolas contra soldados de infantería chilena de los batallones 4.º de línea y 2.º de línea al mando del jefe de la guarnición de Caldera, el coronel José Antonio Villagrán Correas. Los españoles lanzaron tres lanchas cañoneras provenientes de la fragata blindada Numancia y la fragata Berenguela, se dirigieron a Calderilla con el objeto de capturar un vapor surto en la zona, al tomarlo las tropas de tierra abrieron inmediatamente fuego que fue contestado por los cañones de las lanchas. El fuego mutuo dejó a una de las lanchas cañoneras españolas fuera de combate. Esto provocó el abandono de la presa y el alejamiento de las lanchas. El combate se prolongó desde la mañana hasta las 6 de la tarde, cuando la misma fragata Berenguela abrió fuego a las posiciones chilenas aunque sin provocar grandes daños. Luego se alejaron del puerto. Fueron identificados tres muertos del lado español por fuentes chilenas.: 36–37 
Con la declaración de guerra por parte del Perú a España, se cerraron los puertos de aprovisionamiento de este país para los buques españoles. Bolivia junto con Ecuador irían pronto por el mismo camino por lo que el comodoro Méndez Núñez decidió levantar definitivamente el bloqueo de Caldera. El 13 de enero de 1866 pegaban fuego a los mercantes chilenos que tenían reunidos en ese lugar: 307  y se retiraron a Valparaíso para concentrar el bloqueo en ese puerto y empezar las operaciones para recuperar la goleta Covadonga e intentar destruir la escuadra aliada.

### Alianza sudamericana

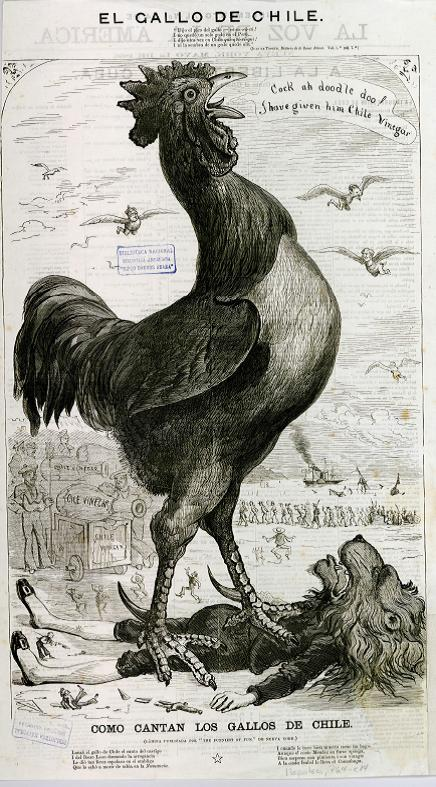
Imagen de Chile aparecida en La Voz de América, una revista publicada por Benjamín Vicuña Mackenna en Nueva York entre 1865 y 1867.

El 5 de diciembre de 1865 se firmó el Tratado de Alianza ofensiva y defensiva de 1865, celebrado entre las Repúblicas de Perú y Chile, por el secretario de relaciones exteriores del Perú, Toribio Pacheco y el ministro plenipotenciario de Chile, Domingo Santa María. El tratado invitaba a otras repúblicas sudamericanas a unirse para enfrentarse a la escuadra española. Poco después Bolivia y Ecuador se unieron a la alianza, aunque no llegaron a participar en la guerra (con la excepción de voluntarios bolivianos sirviendo en la Armada del Perú. En previsión de un posible ataque español, Ecuador fortificó su puerto principal, Guayaquil.

### La escuadra aliada en Abtao
En aquellos momentos la escuadra aliada no contaba con naves capaces de enfrentarse directamente con la poderosa fuerza naval española de mayor tonelaje, blindaje y armamento. Fue por ello por lo que los buques chilenos por orden del gobierno se refugiarían en el apostadero naval de Abtao (a veces llamado Challahué) que estaba ubicado en los canales de Chiloé siendo de difícil acceso para los españoles que no conocían la zona, existiendo el peligro que alguno de sus buques encallaran fácilmente. Perú de igual modo enviaría sus buques a aquel fondeadero.
El 10 de enero las fragatas peruanas Apurímac y Amazonas arribaron a Chiloé donde tomaron contacto con la Esmeralda. A la flota aliada estacionada entonces en Abtao se sumarían luego las modernas corbetas Unión y América, quedando todas ellas a la espera del arribo de los nuevos blindados peruanos Huáscar e Independencia con los cuales se planeaba iniciar operaciones ofensivas contra la escuadra española.
Para mala suerte de los aliados, el 15 de enero la Amazonas varó en la parte sur de la isla Abtao sin que pudiera ser reflotada pese a los esfuerzos realizados, de modo que perdida la nave, sus cañones fueron utilizados en el resto de buques y para artillar las entradas al canal de Chayahué.: 378 
El 18 de enero, en cumplimiento de las instrucciones dadas por el Ministerio de Marina, Williams Rebolledo ordenó al vapor Maipú se dirigiera al sur con la finalidad de contactar con la Covadonga (que se encontraba de comisión) o, en caso contrario, seguir hasta el cabo de Hornos para apresar dos vapores españoles, el Odessa y el Vascongada de los cuales se tenían noticias sobre su próximo paso por el lugar.: 88–89  Según el testimonio del teniente Arturo Prat, miembro de la tripulación de la Covadonga, este buque se reintegró en la escuadra aliada en Abtao el 3 de febrero de 1866 sin tener noticias de estos hechos.
La base en Abtao no estaba lista para aprovisionar a la escuadra aliada. Se habían acumulado en tierra 500 toneladas de carbón pero faltaban embarcaciones carboneras con qué hacer la faena en los buques. Las provisiones de boca eran inexistentes y Williams decidió trasladarse a Ancud, con la Esmeralda ante el poco andar de los otros buques, para solucionar allí el problema de abastecimiento, en especial para las recién llegadas corbetas peruanas. Planeaba también traer a remolque una barca cargada con carbón que reservaba para la escuadra y embarcar un batallón de infantería de marina para reforzar las defensas terrestres del apostadero. Sabiendo que en cualquier momento podía ser atacado, dejó instrucciones para el caso y el mando al Jefe de la División peruana, el también capitán de navío Manuel Villar Olivera.

### Primera expedición española a Chiloé
Por esas fechas, el brigadier español Casto Méndez Núñez, comandante general de la Escuadra del Pacífico, recibió órdenes desde Madrid en las que se le indicaba que no debía abandonar aquellas aguas sin antes conseguir la paz a través de una negociación o por medio de las armas.
El 20 de enero la Junta de Oficiales decidió enviar a las fragatas de hélice Resolución, Villa de Madrid y Blanca hacia el sur para localizar a la escuadra combinada chileno-peruana, que los informes situaban, con acierto, oculta en el archipiélago de Chiloé. Finalmente, Méndez Núñez decidió que la Resolución permaneciera en Valparaíso, mientras se desarrollaban las negociaciones con el gobierno de Chile, auspiciadas por Francia y el Reino Unido.
El 21 de enero salieron de Valparaíso la Blanca, al mando de Juan Bautista Topete y la Villa de Madrid, al mando de Claudio Alvargonzález, que también comandaba la expedición.
La primera parada de la expedición fue en la isla de Juan Fernández. Tras comprobar que no había ningún barco en sus aguas, las fragatas españolas continuaron su viaje hacia la isla Grande de Chiloé, que avistaron el 4 de febrero. El día siguiente fondearon en Puerto Low, en la isla Gran Guaiteca y esa misma noche se dirigieron nuevamente a la isla Grande de Chiloé para reconocer su costa oriental. El día 6, por la tarde, fondearon en Puerto Oscuro.
El plan inicial de reconocer el seno de Reloncaví para pasar, a continuación, al canal de Chacao y a Ancud (ciudad a la que los españoles continuaban llamando San Carlos de Chiloé), pero Alvargonzález decidió enviar a la Blanca a inspeccionar los canales y esteros del Archipiélago de Calbuco, porque sabía que la fragata peruana Amazonas había naufragado por aquella zona y suponía que el resto de barcos debían encontrarse cerca. Poco después de partir, el 7 de febrero Topete descubrió a la Amazonas varada en un banco de arena frente a la punta Quilpué, al sureste de la isla Abtao. También contactó con un bote de habitantes de la zona, quienes le indicaron la ubicación de la escuadra combinada.

### Combate de Abtao

Ruta de las naves españolas hasta Abtao. El mapa solo muestra la costa de tierra firme, sin los bajos, rocas escasamente sumergidas, variaciones debido a las mareas ni las corrientes producidas. Las naves peninsulares eligieron el derrotero del sur debido a la falta de cartas de navegación para el canal de Chacao.

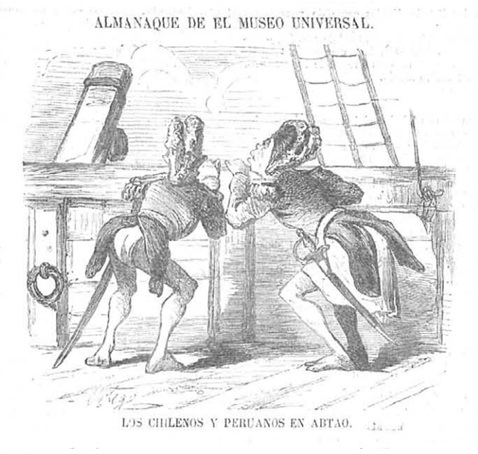
Caricatura aparecida en El Museo Universal del 2 de diciembre de 1866 que se burla de chilenos y peruanos, a quienes muestra asustados y descalzos durante el combate de Abtao.

La flota chileno-peruana se componía 4 naves de guerra y dos vapores, todos al mando del capitán peruano Manuel Villar Olivera, ya que Williams Rebolledo y su Esmeralda había partido hacia Ancud en busca de víveres y carbón dos días antes. Además, disponían de una serie de baterías en tierra montadas con los cañones rescatados de la Amazonas, que había encallado a su llegada a la zona. En este combate los vapores no tendrían participación en el combate ya que la Lautaro había sido varada y el Antonio Varas fue llevado al norte de la línea de combate. Las baterías de tierra tampoco participarían debido a la poca distancia que tenían.
Las naves españolas, advertidas de los peligros de navegación, debían maniobrar con extremo cuidado sin cartas de navegación ni conocimiento de la zona. En las primeras horas del 7 de febrero, los vigías aliados anunciaron la presencia de un buque que luego fue identificado como una de las fragatas españolas, que de manera precavida reconocía la zona en que se encontraban las naves aliadas, las cuales formaron una línea en forma de herradura cubriendo con sus cañones los dos accesos a la ensenada.
El combate comenzó a las 15:30 horas y se prolongó por dos horas en que se intercambiaron en conjunto unos 2000 disparos a aproximadamente 1500 m de distancia, con la única excepción de un corto combate entre la Covadonga y la Blanca que se combatieron separadas el istmo de la isla. Ninguna de las naves recibió daños considerables. Las fragatas españolas no se animaron a acercarse por temor a resultar varadas en una zona que desconocían, mientras que las naves aliadas -dada su inferioridad material- se mantuvieron al amparo del canal.
Las bajas españolas fueron de seis heridos y tres contusos. En la escuadra aliada los historiadores discrepan sobre el número de bajas. Las cifras de muertos oscilan entre dos y doce y los heridos entre uno y una veintena.
Manteniéndose a poca máquina, los buques europeos esperaron toda la noche algún movimiento de la escuadra aliada, realizando algún disparo, pero sin obtener respuesta. Al amanecer las fragatas volvieron a la entrada de la rada, permaneciendo allí hasta las nueve de la mañana. Al ver que los barcos chileno-peruanos no se movían, se decidió regresar a Valparaíso para reunirse con el resto de la escuadra española.
La historiografía aliada considera el combate de Abtao como una victoria estratégica por considerar que las fragatas españolas se retiraron sin cumplir su misión.: 51  Aun así, los historiadores peruanos conceden mayor importancia al combate que sus colegas chilenos y se muestran más críticos con la ausencia de Williams Rebolledo que estos últimos.: 51  Por su parte, para la prensa europea se trató de una victoria española, y en particular la española ridiculizó a la flota aliada por su débil defensa, ya que no se presentó al combate.[cita requerida]
Al arribo de Williams Rebolledo y la Esmeralda, la flota aliada buscó una mejor posición en el estuario de Huito, situado al frente y a poca distancia de las islas de Calbuco. Tras tener noticias del combate, el brigadier Méndez Núñez decidiría salir él mismo en busca de las naves aliadas al mando de la fragata blindada Numancia y la Blanca para destruir definitivamente las fuerzas aliadas. Ante la imposibilidad de acercarse a su enemigo por la cantidad de islas, islotes, bajos, corrientes y las constantes nieblas de Chiloé, sin disponer de cartas náuticas, el marino español optó por regresar a puerto, pues consideró que era un grave riesgo exponer sus barcos estérilmente. Al pasar por la bahía de Arauco en su regreso a Valparaíso, las naves españolas sorprendieron y capturaron al vapor chileno Paquete del Maule que llevaba a bordo una tripulación de 126 hombres, entre oficiales, tropas y marineros.

### Segunda expedición española a Chiloé
La Junta de Oficiales de la escuadra española volvió a reunirse. Méndez Núñez había decidido organizar una nueva expedición para enfrentarse a la flota combinada chileno-peruana.
Chile había rechazado las propuestas británicas y francesas para poner fin al conflicto, por lo que el comandante general decidió partir esta vez él mismo, a bordo del buque insignia de la Escuadra del Pacífico, la Numancia. La Blanca haría de guía y exploradora por los canales chilotes, de difícil navegación.
Por su parte, la flota aliada levó anclas y marchó hacia un apostadero más seguro a la vuelta de Williams Rebolledo. Se establecieron, finalmente, en el interior del estero de Huito, de difícil acceso por su estrecha entrada. El Jefe de la Escuadra aliada ordenó, asimismo, estrechar más la boca, artillarla con los cañones recuperados de la Amazonas y cerrarla con la cadena del mismo buque. Para dificultar más el acceso, Williams Rebolledo ordenó también hundir en la entrada el vapor Lautaro y una lancha.
El 17 de febrero salieron de Valparaíso la Numancia y la Blanca en dirección a Chiloé. La Blanca haría de guía y exploradora en los difíciles canales chilotes.
El 28 de febrero las fragatas españolas fondearon en Puerto Low, en la isla Grande de Chiloé. Aquella noche, mientras navegaban por el golfo de Corcovado, se levantó una densa niebla. Las naves dejaron de verse la una a la otra, por lo que fue necesario cada cierto tiempo disparar los cañones, encender bengalas o tocar las cornetas. Sobre las 5:00 del 29 de febrero, Méndez Núñez calculó que debían estar cerca de los bajíos de las islas Desertores, por lo que ordenó parar las máquinas y esperar a que se despejara algo para continuar. A las 14:30, cuando por fin aclaró algo, descubrieron que las corrientes les habían arrastrado hacia el sur. A media tarde volvió a formarse la niebla. Alrededor de las 15:00 del 1 de marzo fondearon finalmente en las aguas de Puerto Oscuro.

### Combate de Huite

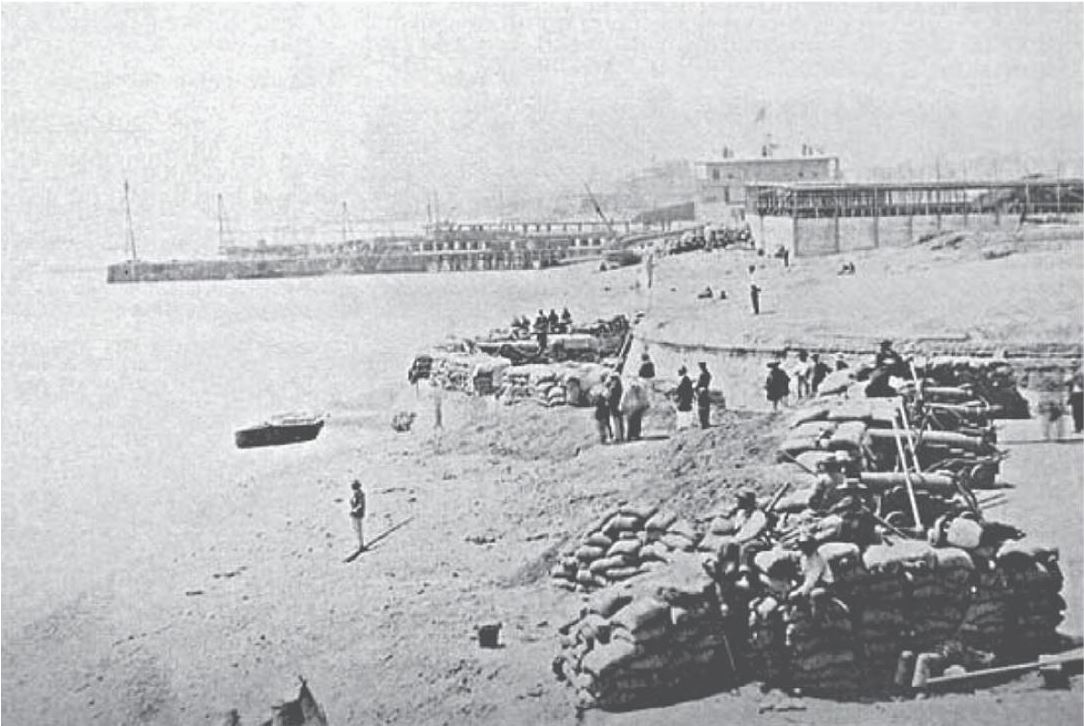
Baterías del Callao el 2 de mayo de 1866.

Durante el viaje de las fragatas españolas para lograr llegar a su objetivo anclaron en la noche del 1 de marzo en Tubilda, cerca de Huito para reposar. Este fondeadero quedaba bajo resguardo de un morro en el que, sin que supieran los españoles, se hallaba acampado 2 compañías del batallón n.º 4 de Ancud al mando del mayor Jorge Wood.: 38 
La Blanca estaba anclada a escasos 50 metros de las rocas por lo que durante la noche Wood ordenó a los soldados chilenos que tomaran posiciones en las que se pusieron a tiro de fusil del enemigo. Los soldados se ocultaron tras las rocas y se pusieron en posiciones ventajosas en la cima del morro.
Al despertar en la mañana a las 4:45 del 2 de marzo, las tripulaciones se agruparon en las anchas cubiertas para pasar revista. Las fuerzas chilenas al observar esto abrieron inmediatamente fuego de fusilería lo que sorprendió completamente a la marinería española. Los marineros inmediatamente corrieron a bajar a los entrepuentes y aclarar la cubierta. La artillería de los buques no podía contestar el fuego por la corta distancia en que se hallaba el enemigo y tampoco había blanco a que disparar, ya que los chilenos tenían muy buenas posiciones. Por otra parte, la Numancia no podía ayudar tampoco, pues su compañera estaba en la línea de fuego y debido a esto Casto Méndez Núñez envío un bote con refuerzos el que intentó acercarse a las rocas y desalojar a los tiradores, pero fue también atacado y rechazado.
A las dos horas de combate logró por fin la Blanca apartarse a tiro de cañón y abrió fuego, pero con tan poca efectividad que las fuerzas chilenas no sufrieron bajas. Los buques siguieron su rumbo para buscar a la escuadra aliada.
Las tropas chilenas en documentos de la época señalan de que en este enfrentamiento infligieron daños y causaron numerosas bajas, pero las fuentes españolas hablan de que no hubo pérdida alguna.: 312–313 

### En la ensenada de Huito
A las 9:40 las fragatas se acercaron a la isla Abtao, por lo que se tocó zafarrancho de combate. A las 10:00, tras comprobar que la flota combinada ya no se encontraba en aquel lugar, la Blanca se adelantó para explorar la ensenada. Tras ello, continuó explorando las islas, ensenadas y canales de la zona y sondando los fondos. Estando fondeadas ambas naves en la isla Tabón, en una zona lo suficientemente profunda para el calado de la Numancia, contactaron con una embarcación de la zona que les informó de la posición de los buques chileno-peruanos y de las medidas que habían tomado para impedir que las fragatas españolas forzaran la entrada. Pronto las columnas de humo de los buques peruanos y chilenos permitieron a Méndez Núñez ubicar el nuevo refugio, y fondeó a unas cinco millas de distancia.
Al ver esto, algunos jefes aliados temían que las fragatas españolas lograran forzar la boca de la ensenada de Huito, y en este evento bastaban los cañones de la Numancia para destruir toda la escuadra aliada. A su juicio, era preferible salir al mar libre y dispersarse en todas direcciones pero el comandante Williams Rebolledo creía más seguro el refugio de Huito. Al fin prevaleció la opinión del jefe chileno, y para dificultar más el acceso a la escuadra enemiga, se obstruyó la estrecha entrada del estero de Huito, hundiendo en ella el Lerzundí.
Los acontecimientos dieron la razón al comandante Juan Williams Rebolledo. Los jefes españoles no conocían la profundidad de la ensenada de Huito y sospechaban que se la había escogido precisamente porque no permitía la entrada de buques de 8 metros de calado, como la Numancia. Además, su estrechez y las corrientes la hacían muy peligrosa, incluso después de apagar el fuego de las baterías improvisadas por Williams y de remover el casco del Lerzundi, que la obstruía. Finalmente, Méndez Núñez decidió finalizar la misión y regresar a Valparaíso.
Durante el viaje de regreso, la Blanca logró apresar en el golfo de Arauco al buque auxiliar chileno Paquete del Maule que viajaba junto con el vapor Independencia (que pudo escapar sin ser detectado) transportando tropas de aquel país y se dirigían hacia Montevideo con el objetivo de completar en ese lugar las tripulaciones de los blindados Huáscar e Independencia que venían desde Europa. En Coronel apresaron dos bricbarcas cargadas con mil toneladas de carbón entre las dos, una prusiana y la otra italiana. Finalmente el 14 de marzo lograron llegar a Valparaíso.

### Bombardeo de Valparaíso

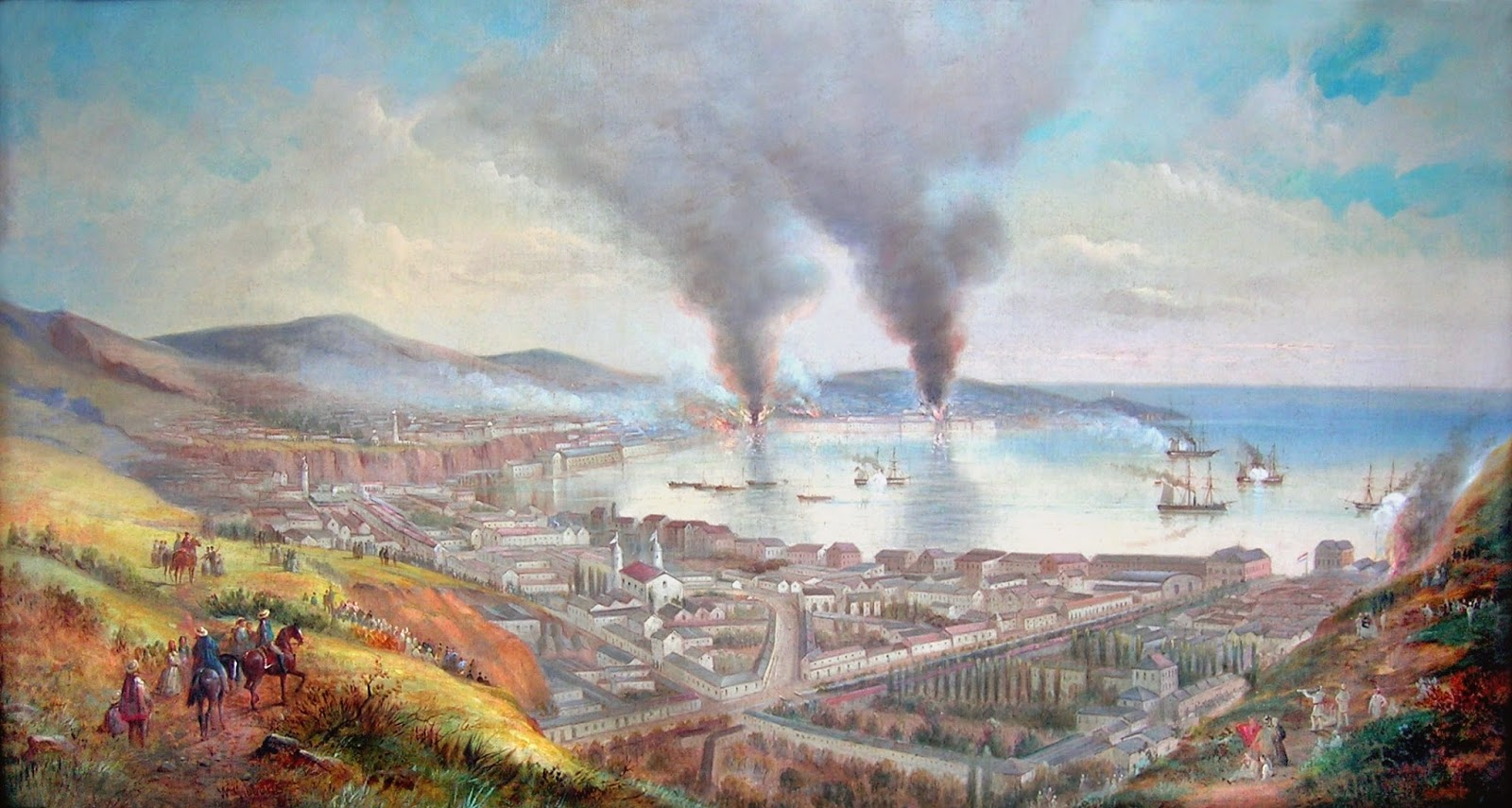
Bombardeo de Valparaíso por la flota española el 31 de marzo de 1866.

En Valparaíso el almirante Méndez Núñez exigía a Chile la devolución de la Covadonga a cambio de levantar el bloqueo y devolver las presas hechas por la Escuadra española. Chile contestó al intermediario, el estadounidense comodoro John Rodgers, que no devolvería la Covadonga.
En la mañana del 24 de marzo, el almirante español envió por intermedio del ministro estadounidense Kilpatric un ultimátum al gobierno de Santiago dándole un plazo de cuatro días para que diera las satisfacciones exigidas por el gobierno español, devolviera la Covadonga y saludara a la bandera española y que en caso contrario bombardearía por orden de Madrid las instalaciones del puerto de Valparaíso y sucesivamente los demás de la costa chilena. Esta declaración causó indignación y pánico entre la población. Ante toda negativa del gobierno chileno, Méndez Núñez comunicó al intendente de Valparaíso que en vista del fracaso de las negociaciones y la infructuosa búsqueda de la escuadra aliada para batirla, no encontraba otro medio para vengar las ofensas recibidas que con el bombardeo de Valparaíso. Los representantes diplomáticos hicieron todo lo posible para evitar el bombardeo de la que Méndez Núñez aludía por el hecho de que la escuadra aliada no daba combate. Ante esto, el ministro chileno de relaciones exteriores Álvaro Covarrubias Ortúzar propuso arreglar a diez millas de Valparaíso un combate en paridad entre los españoles y los aliados. El resultado de este combate sería decisivo y se respetaría mutuamente. El comodoro Rodgers sería el árbitro. Pero Méndez Núñez no quiso aceptarla ya que ante una posible derrota la responsabilidad caería sobre él ya que no tenía autoridad ni órdenes para hacer eso.: 221 
Méndez Núñez anunció entonces el bombardeo del puerto, advirtiendo con mucha antelación sus intenciones, con el propósito de facilitar la evacuación de civiles. Incluso las fuerzas navales neutrales de Estados Unidos y Gran Bretaña amenazaron con intervenir si se llevaba a cabo el ataque ya que esta acción violaba las leyes de guerra al ser Valparaíso un puerto indefenso, Méndez Núñez replicó que tenía órdenes y que si intervenían serían considerados enemigos y atacados también, momento también en el que dijo la célebre frase de «España prefiere honra sin barcos a barcos sin honra». Las unidades navales estadounidenses y británicas no intervendrían en la acción que ejecutarían los españoles, ya que sus respectivos gobiernos no autorizaron comprometer sus buques en esta guerra.
El 31 de marzo Méndez Núñez procedió con el bombardeo, causando grandes daños al puerto. Hubo 2 muertos y, aproximadamente, 10 heridos,: 223  porque unos 40 000 habitantes, casi la mitad de la población, avisados de antemano, habían abandonado sus hogares y los otros se refugiaron convenientemente. Además, el bombardeo fue esencialmente dirigido contra los edificios públicos del puerto. Por indicación de Méndez Núñez los hospitales, conventos e iglesias fueron señalados con banderas blancas. Así los buques españoles sabrían qué lugares evitar específicamente.
La acción fue muy criticada por tratarse de un puerto indefenso (todos los cañones habían sido retirados por el gobierno chileno para así demostrarlo). Los mismos integrantes de la Escuadra creían firmemente que la acción era un error y les provocaba desagrado. El propio Méndez Núñez expresó su disconformidad al Gobierno de Madrid: «todo el mundo civilizado reprobará nuestra conducta». Las cartas de los marineros y los oficiales coinciden en ideas parecidas. Así, el Mayor General de la Escuadra, Miguel Lobo y Malagamba escribía a su mujer:

Te aseguro que he pasado un rato desagradabilísimo por ser cosa en extremo bárbara y bien en contra de mis ideas. Yo me alegraré de no volver a ver semejante acto; y siento en el alma que los cañones hayan sonado para verificarlo. Méndez Núñez y todos han sufrido bastante en aquellos momentos […] Era una vista terrible.

Entonces Méndez Núñez, espoleado por los reproches vertidos en cuanto al ataque contra Valparaíso, puso rumbo a El Callao, el puerto mejor defendido de Sudamérica.
En Chile y Perú aún se tenían esperanzas de la pronta llegada de los blindados Huáscar e Independencia, ambos con poderosa artillería, pero no obstante ello, el gobierno peruano dispuso la organización de las defensas necesarias a cargo de la Marina y del Ejército, instalándose 56 cañones agrupados en varias baterías, incluyendo una dirigida a la zona conocida como la Mar Brava en previsión de un ataque por la retaguardia. También los extranjeros intervinieron, formando brigadas de bomberos, pues se temía que se propagaran incendios por el puerto y la ciudad.

### Combate del Callao

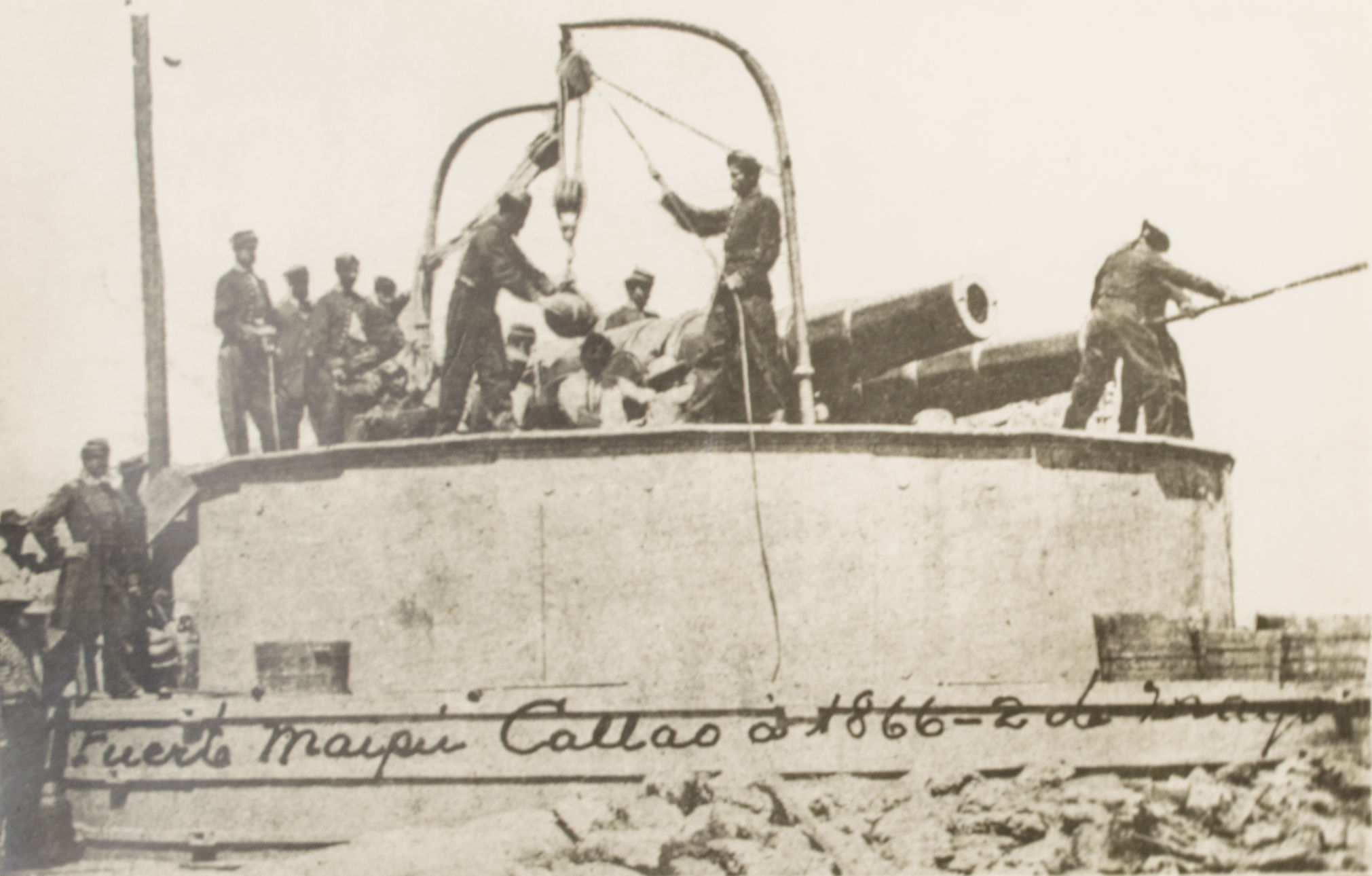
Batería peruana en el puerto del Callao, el 2 de mayo de 1866.

Entretanto, la escuadra de Méndez Núñez no había recibido en nueve meses abastecimiento desde la península de pólvora, carbón, víveres ni munición y desde hace años sus marinos no habían pisado tierra firme.: 433-  Su escuadra llegó a la isla San Lorenzo, frente al Callao, el 26 de abril de 1866.
Al día siguiente, Méndez Núñez anunció al cuerpo diplomático acreditado en Lima que daría un plazo de cuatro días para la evacuación de la ciudad antes del bombardeo. Este lapso de tiempo fue aprovechado por las autoridades peruanas para ultimar la organización de las defensas de la ciudad y de los cuerpos auxiliares, como las brigadas de bomberos formadas por extranjeros residentes en el Callao.
La artillería naval española contaba con 272 cañones en 7 naves. La defensa costera poseía 56 cañones y 13 en 5 buques de guerra. En caso de un desembarco se disponía de dos batallones de infantería y caballería que debían repelerlos.
El combate comenzó a las 11:30 de la mañana y continuó, con variada intensidad, hasta las 17:30 horas.
El resultado del combate ha sido materia de controversia. Según el almirante Méndez Núñez y los protagonistas españoles, la casi totalidad de las baterías del puerto fueron silenciadas al punto de que al momento de retirarse, solo tres cañones del Fuerte Santa Rosa continuaban disparando, versión respaldada por el capitán de la corbeta francesa Venus, presente durante el combate. También sustentan su victoria en el hecho de no haber sido hundida una sola de sus naves y que, si bien dos de ellas (la Berenguela y la Villa de Madrid) sufrieron daños de consideración y fueron puestas temporalmente fuera de combate, esto no les impidió realizar el viaje de regreso a España.
Fuentes peruanas por su parte, afirman que las baterías mantuvieron el fuego durante todo el combate y, a excepción de la ubicada en la Torre La Merced (que explotó), no sufrieron daños que les impidieran continuar disparando; por otra parte en lo que se refiere a la población y el puerto los daños materiales fueron escasos de igual manera en los buques defensores; respalda esta versión el testimonio del comodoro estadounidense John Rodgers, que presenció el combate desde la cubierta del Powhatan.
La escuadra española tuvo 43 muertos, 83 heridos y 68 contusos. Del lado peruano no se sabe con exactitud el número de muertos y heridos, por lo que las cifras varían según las fuentes desde las 200 hasta las 2000 bajas.

### Retirada de la escuadra española y concentración de la escuadra aliada para una ofensiva
El 10 de mayo de 1866, después de enterrar a sus muertos, curar a sus heridos y reparar sus navíos en la Isla San Lorenzo, los españoles dividieron su escuadra. Por una parte, las fragatas Numancia y Berenguela, la corbeta Vencedora y los transportes Marqués de la Victoria, Uncle Sam y Matauara se dirigieron hacia las Filipinas (administradas por España) para avituallarse y desde allí continuar su viaje hacia Cádiz (en este viaje la Numancia lograría ser el primer buque blindado en dar la vuelta al mundo). El resto de la escuadra, es decir, las fragatas Resolución, Blanca, Villa de Madrid y la Almansa, bajo el mando de Méndez Nuñez, navegaron hacia el Atlántico sur.: 475–476  Estos buques permanecieron en aguas sudamericanas, atracados en Río de Janeiro y Montevideo, en espera de una nueva expedición de castigo al Pacífico o en previsión de un ataque por parte de la escuadra chileno-peruana. Poco después, el gobierno de Madrid envió a las fragatas de hélice Concepción y Navas de Tolosa para reforzar esta flota.
Los blindados Huáscar e Independencia que iban bajo el mando del capitán chileno José María Salcedo se dirigían a las costas sudamericanas para reunirse con el resto de la escuadra. Durante el viaje tuvieron una serie de complicaciones debido a malos climas, accidentes, deserciones y motines producto del descontento. El 5 de mayo, el Huáscar capturó al bergantín español Manuel que se dirigía a Montevideo, el cual fue posteriormente incendiado. Al día siguiente el monitor capturó al velero Petita Victorina, el cual fue dotado con tripulación y enviado a Chile. El 25 de mayo mientras los blindados se acercaban al Estrecho de Magallanes a una velocidad de diez nudos, estuvieron a punto de encontrarse con la división española de Méndez Nuñez, que por precaución, a última hora, decidió utilizar el Cabo de Hornos. De lo contrario se hubiera producido un duelo naval de envergadura en aguas del estrecho. Finalmente, tras cruzar el estrecho, los blindados se unieron a la escuadra aliada el 11 de junio en Valparaíso y se pusieron bajo las órdenes del almirante chileno Manuel Blanco Encalada, quien en ese momento se le había dado el cargo efectivo de comandante en jefe de las fuerzas navales aliadas, remplazando a Williams. Mientras la escuadra aliada se encontraba en Valparaíso, y pese a la retirada de las fuerzas navales españolas de las costas del Pacífico, se mantuvo una estrecha vigilancia sobre los buques enemigos que aun surcaran por este lado. Es así, que la goleta Covadonga captura el 20 de junio a la barca británica Thalaba, que traía de contrabando de guerra víveres y otros pertrechos para los españoles.
Al estar reunidas todas las fuerzas navales chileno-peruanas con un poder considerable para hacerle frente a los españoles, se pensó en reiniciar la lucha contra ellos. El gobierno del Perú para estos planes había contratado a un marino estadounidense, el comodoro John Randolph Tucker, como jefe de la escuadra y unos cuantos oficiales de la misma nacionalidad para secundarlo.

### Captura del velero chilenoTornadoen el Atlántico
El 22 de agosto de 1866 la fragata de hélice española Gerona capturó la corbeta chilena Tornado en el océano Atlántico.

## Término de la guerra
Los Estados Unidos de América propusieron en 1867 una conferencia para negociar un tratado de paz, pero no se logró acordar las bases del encuentro. En 1868 Chile y España firmaron un acuerdo para retirar desde astilleros británicos un total de cuatro naves de guerra, lo que provocó un incidente diplomático entre Perú y Chile. En 1868 los EE. UU. reiteraron su propuesta que otra vez no logró reunir a los diplomáticos.: 52–53 
En 1871 se firmó en Washington D. C. un convenio de armisticio por tiempo indefinido entre España, Bolivia, Chile, Ecuador y Perú.
España y Perú firmaron finalmente un tratado de paz y amistad el 14 de agosto de 1879, por el que se reconocía la independencia peruana y se establecían relaciones diplomáticas entre ambos países. También en 1879 se firmó el tratado de paz con Bolivia (21 de agosto). La paz definitiva entre España y Chile se firmó en el Tratado Chile-España de 1883 del 12 de junio de ese año, en Lima, durante la ocupación chilena en la guerra del Pacífico. Por último, la paz con Ecuador se firmó el 28 de enero de 1885.
Prisioneros
El 12 de diciembre de 1867 llegaron a Valparaíso 226 chilenos del Paquete del Maule liberados tras un acuerdo de intercambio: 435  con los prisioneros de la Covadonga (número desconocido) que una vez llegados a Havre en la barca Caszimir Lequellec fueron llevados a Cádiz donde fueron arrestados, sometidos a juicio: 448–449  y absueltos de culpa.: 491–493 
Inmigrantes españoles en Chile y Perú
Los residentes españoles en Chile (cerca de 800: 444 ) debieron abandonar el país tras el combate del Callao en el lapso de 30 días.: 450  En Perú algunos residentes españoles debieron abandonar el país, a otros se les concedió la nacionalidad y un tercer grupo obtuvo el derecho a ella. El gobierno prohibió el ingreso de nuevos españoles.: 52 

## Consecuencias de la guerra

Itinerario de la Numancia entre 1864 y 1867.

Los resultados militares obtenidos difieren según el beligerante. Para España la victoria fue suya, pues era una operación de castigo y no una invasión. Para Chile y Perú, ellos habían ganado, pues los buques españoles se habían retirado de las aguas chileno-peruanas.
Perú
La guerra contra España es considerada por el Perú como la consolidación de su independencia. En este país la contienda tuvo serias consecuencias económicas. Los gastos para la compra de armamento y barcos de guerra fueron muy elevados, lo que unido a la ocupación de las islas Chincha (productoras de guano, la principal fuente de ingresos del país) llevaron a la solicitud por parte del gobierno de diversos préstamos. Esta situación se alargó en el tiempo, ya que la deuda en 1872 era diez veces mayor que en 1868.
Chile
Tras la guerra, Chile inició un rearme que llevó al país a ostentar una superioridad militar que demostró en la contienda que le enfrentó con sus antiguos aliados entre 1879 y 1884. En 1868 España y Chile (que formalmente seguían en guerra) firmaron un acuerdo por el que ambos países sacaron buques de los astilleros británicos, donde se encontraban bloqueados por el gobierno británico. Perú se opuso a este convenio e intentó impedir la salida de los barcos, pues entendía que violaba la todavía vigente alianza con Chile.
Para Chile, la guerra también tuvo nefastas consecuencias económicas, ya que significó la pérdida de casi toda su flota mercante y de su hegemonía comercial en el Pacífico (con la destrucción de los Almacenes Fiscales de Valparaíso), aunque con el pasar de los años se recuperó gracias al resurgimiento de los puertos de Valparaíso y San Antonio.
El impacto en la vida cultural de Chile fue enorme. Se afianzó la idea de una separación cultural de España, lo que tuvo como resultado práctico un fortalecimiento de la ortografía de Bello ya vigente desde 1843, una crítica a la censura de cualquier tipo (incluso la católica del index) y a la propiedad intelectual que pudiese detener el libre flujo de las ideas desde Europa, a la creación de la Academia de Bellas Artes que fue vista en España por algunos como contraparte de la Real Academia Española, el apoyo a los patriotas cubanos y su reconocimiento como parte beligerante en 1869, el apoyo del gobierno Chileno a un préstamo de varios millones de pesos a los mismos.: 134–136 
Los historiadores coinciden en que Chile fue a la guerra por un sentimiento americanista desproporcionado, sin una fuerza naval apropiada y sin una comunidad de intereses bien fundada con su aliado Perú. También se profundizó y prolongó la crítica de la élite chilena al panamericanismo que alcanzó también a los sectores populares.: 571–572 
España
España, por su parte, no obtuvo beneficio alguno con este conflicto. Raymond Carr escribe: La guerra con Chile y Perú... fue estúpida por sí misma.: 13  A los gastos que ocasionó el mantenimiento de la expedición, se sumó la crisis económica que azotaba Europa y que se dejó sentir con fuerza en la Península. Esto, unido a la pérdida de las cosechas de 1866 tras unas graves inundaciones, provocó una grave crisis política. La reina Isabel II ya no confiaba en O'Donnell, y la sublevación del cuartel de San Gil sirvió de excusa para obligarle a presentar la dimisión. Así, el 10 de julio de 1866 Ramón María Narváez fue nombrado nuevo presidente del Consejo de Ministros. O'Donnell, principal impulsor de las expediciones al exterior, era apartado definitivamente del poder. Sin embargo, el descontento popular no cesó hasta dos años más tarde, cuando el 19 de septiembre de 1868 estalló la revolución conocida como La Gloriosa y que provocaría el destronamiento de Isabel II.
Sobre las intenciones que motivaron al gobierno de O'Donnell a moverse en tan lejanas aguas, existen en la historiografía española dos vertientes. Una que lo considera solo un acto aventurero, simplista, quijotesco o calavérico y otra según la cual la actuación en Santo Domingo, Cochinchina y Perú dejó entrever la existencia de un hilo conductor que se alzaba por encima de los juicios vertidos por los diferentes ejecutivos (Mon, Narvaéz y O'Donnell).: 146  Pedro de Novo y Colson en su obra escrita en 1882 sostiene que fue Salazar y Mazarredo quién engañó a un crédulo Pinzón y de esa manera descarga la culpa de la guerra en una sola persona. Pero González y Parodi afirman en su escrito de 2013 que fue la Junta de Jefes reunida el 28 de diciembre, conducida por Pinzón, la que se pronunció por la ocupación.: 119 
Vinculación a la guerra del Pacífico (1879-1884)
La guerra contra España postergó el creciente conflicto entre Perú y Chile por el control de la región. Poco antes de la llegada de la Comisión Científica, la Asamblea de Bolivia había autorizado a su gobierno declarar la guerra a Chile si no se lograba un acuerdo satisfactorio en la disputa limítrofe. Ante la amenaza española, ambos países firmaron el Tratado de límites entre Bolivia y Chile de 1866, que Perú aconsejó rescindir. En 1873 se firmó en secreto el Tratado de Alianza Defensiva (Perú-Bolivia).
En 1865 zarparon del Callao con rumbo al sur las naves peruanas Apurimac y Amazonas y a bordo de ellas, como oficial de enlace, Rafael Sotomayor Baeza, quien sería ministro de guerra en campaña de Chile en el período 1879 hasta su muerte en 1880. En varias cartas, Sotomayor comenta al entonces ministro de guerra chileno Álvaro Covarrubias Ortúzar la falta de disciplina, de conocimientos náuticos, de preparación militar y las profundas divisiones entre los partidarios de Pezet (derrotados) y los seguidores de Prado (vencedores en la guerra civil) observadas durante el viaje desde el Callao, a la Isla San Félix (a 850 km de la costa americana), a Valdivia y finalmente a Abtao.
El historiador peruano Wagner de Reyna comenta las cartas:De otro lado, Chile conocía por dentro los puntos débiles de su aliado y futuro adversario: indisciplina, falta de preparación militar, etc., circunstancia que adquiere su verdadero relieve si se considera que buen número de los protagonistas de la guerra con España habían de ser figuras de importancia en la de 1879. Los peruanos no valoraron las sobrias calidades de sus vecinos del sur, aunque nunca faltaron en Lima admiradores de su organización política y social. El Perú sobrestimaba sus fuerzas y procedía en consecuencia: Chile sabía que las sobreestimaba en mucho.